# Meczet Hasana II
Meczet Hasana II (arab. مسجد الحسن الثاني) – meczet w Casablance w Maroku. Jego budowę rozpoczęto w 1986 roku jako spełnienie woli króla Hasana II, wyrażonej w dniu jego 51 urodzin. Świątynię ukończono jednak dopiero 30 sierpnia 1993 roku. Wznosi się ona na sztucznym nasypie ponad wodami Oceanu Atlantyckiego.
Niekiedy otwierany jest też ogromny dach świątyni, aby wierni zgodnie z nauką Koranu mogli podziwiać boski ocean i nieboskłon.
Meczet Hasana II zalicza się do największych meczetów na świecie – w głównej sali modlitewnej może zmieścić się 25 tysięcy muzułmanów, a na jego rozległym dziedzińcu dalsze 80 tysięcy. Do świątyni przylega minaret o wysokości 210 metrów, co czyni go drugim pod względem wysokości minaretem na świecie i najwyższą budowlą w Maroku.